# Condictio ob rem
Die Condictio ob rem (deutsch: Zweckverfehlungskondiktion, unklassisch condictio causa data causa non secuta oder auch condictio ob causam datorum), eigentlich condictio ob rem dati re non secuta, ist der vielleicht am seltensten anzuwendende Bereicherungsanspruch, den das deutsche BGB kennt. Sie ist geregelt in § 812 I 2, 2. Alt BGB. Danach kann eine Leistung zurückgefordert werden, wenn der (nicht Geschäftsinhalt gewordene) Zweck eines Rechtsgeschäfts verfehlt wird.
Die Bestimmung bereitet seit ihrer Einführung Schwierigkeiten in der Anwendung, da der Zweck wohl mehr als ein Motiv, aber weniger als die Geschäftsgrundlage sein muss. Teilweise wird eine so genannte Rechtsgrundabrede gefordert.

## Rechtsnatur
Schon aus dem Wortlaut ergibt sich, dass die condictio ob rem eine Leistungskondiktion ist. § 815 BGB enthält eine eigene Kondiktionssperre für diesen Anspruch. Danach ist die Rückforderung ausgeschlossen, wenn der mit der Leistung bezweckte Erfolg nicht eintreten kann und der Leistende das gewusst hat oder wenn der Leistende den Erfolg wider Treu und Glauben verhindert hat.
Teilweise wird in der Literatur angenommen, die condictio ob rem sei der Grundfall der Leistungskondiktion, da die condictio indebiti, bei der solvendi causa geleistet wird, nur ein Spezialfall der datio ob rem sei. Praktische Unterschiede ergeben sich daraus aber nicht.
Die Zweckverfehlungskondiktion wird auch als gesetzlich geregelter Fall der ergänzenden Vertragsauslegung gesehen.

## Anwendung
Die condictio ob rem hat in der Rechtsprechung bisher hin und wieder für die Rückabwicklung sogenannter unbenannter Zuwendungen Beachtung gefunden. Mittlerweile wird jedoch § 313 BGB – Störung der Geschäftsgrundlage – als spezieller angesehen.
Im Übrigen kann, aufbauend auf ihrem historischen Ursprung, gesagt werden, dass sie nur anzuwenden ist, wenn der mit der Leistung bezweckte Erfolg nicht einklagbar ist (so genannte Veranlassungsfälle). So wird sie immer noch in den so genannten Schwarzkauffällen anwendbar sein: dort schließen Käufer und Verkäufer zum Schein einen Kaufvertrag zu einem niedrigeren Preis ab, um sich Steuern zu ersparen, während sie zum objektiven Wert des Grundstücks einig werden. Hier ist der erklärte nach außen tretende Kaufvertrag – das simulierte Rechtsgeschäft – mangels Geschäftswille nach § 117 Abs. 1 BGB nichtig. Auf den dahinter stehenden gewollten Vertrag – das dissimulierte Rechtsgeschäft – finden gemäß § 117 II die Vorschriften Anwendung, die für diese Rechtsgeschäfte gelten. Da die Parteien den gewollten Vertrag nicht beurkunden konnten, ist dieser gemäß §§ 311 b I S. 1, 125 S. 1 wegen Formverstoßes nichtig. Er kann nur durch Auflassung und Eintragung gemäß §§ 311 b I 2, 873, 925 geheilt werden. Oft zahlt der Käufer hier den Kaufpreis trotz Nichtigkeit, um den Verkäufer zur Auflassung und Eintragung zu bewegen. Dieser Erfolg ist nicht klagbar, da der Vertrag nichtig ist. Weigert sich der Verkäufer nach Leistungserhalt, kann der Käufer nicht gemäß § 812 I 1, 1. Alt, sog. condictio indebiti vorgehen, da die Kondiktionssperre aus § 814 greift: der Käufer hat in Kenntnis seiner Nichtschuld geleistet. Hier hilft sodann die condictio ob rem.
Ein praktischer Anwendungsfall der condictio ob rem ist überdies die sogenannte Zweckschenkung. Dort wendet der Schenker dem Beschenkten einen Gegenstand in einer bestimmten Erwartung zu, die aber nicht erfüllt wird. Wenn dieser Zweck der Schenkung zwar nicht Vertragsinhalt geworden ist, zwischen den Parteien aber eine entsprechende Übereinstimmung bestand, kann die condictio ob rem anwendbar sein. Beispiel ist die Schenkung eines Unternehmens in der enttäuschten Erwartung, der Beschenkte werde dies fortführen.

### Beispiele aus der Rechtsprechung
- BGH-Rechtsprechung zur Erbringung einer Leistung in der Erwartung, Sozius zu werden.[3]
- BGH-Rechtsprechung in Ansehung einer nichtehelichen Lebensgemeinschaft als konkludente Zweckabrede.[4]

### Rechtsfolge
Der Umfang des Anspruchs richtet sich wie bei den anderen Bereicherungsansprüchen nach §§ 818 ff. BGB.